# NGC 7737
NGC 7737 (również PGC 72182 lub UGC 12745) – galaktyka spiralna (S0-a), znajdująca się w gwiazdozbiorze Pegaza. Odkrył ją Guillaume Bigourdan 3 października 1886 roku.